# Кевін Майкл Річардсон
Кевін Майкл Річардсон (англ. Kevin Michael Richardson; нар. 25 жовтня 1964, Бронкс, США) — американський актор озвучування. Найбільш відомий своїм глибоким голосом, він в основному озвучував лиходійських персонажів у анімації та відеоіграх. Також озвучував персонажів на шоу Сета Макфарлейна «Сім'янин», «Шоу Клівленда» й «Американський тато!».
Двічі номінований на «Денну премію „Еммі“» за озвучування Джокера в Бетмені (2004—2008) та відомий як Тригон у мультсеріалах «Підлітки-Титани» і «Юні титани, вперед!».

## Біографія
Кевін Майкл Річардсон народився 25 жовтня 1964 року в Бронксі, штат Нью-Йорк. Він, можливо, в основному впізнаваний за свій глибокий голос, який він використовує у багатьох своїх роботах.
Річардсон — класично тренований актор. Він вперше отримав визнання в якості одного з восьми студентів середньої школи США, відібраних для участі в програмі «Arts'82» Національного фонду мистецтв. Пізніше він отримав стипендію в Сиракузькому університеті.
Кевін добре відомий у різних голосових творах, в основному лиходій. Він озвучив заснований на відеогрі фільм Mortal Kombat (1995) як Горо, він також брав участь у Матриця: Революція (2003). 
Щоб згадати, що він зробив короткі додаткові голоси для мега хіт Трансформери: Помста полеглих (2009).
Він озвучував багато анімаційні фільми і серіали, такі як «Маска» (1995), «Нові пригоди Бетмена» (1997), «Покемон» (1998), «Суперкрихітки» (1998), «Вольтрон: Третій вимір» (1998), «Гріффіни», «Ліло і Стіч» (2002), «Таємна команда нашого двору» (2002), «Бетмен проти Дракули» (2005).
Він також озвучував такі ігри як Halo 2 та інші. Він живе в Лос-Анджелесі і любить працювати на Манхеттені.
У 2006 році він з'явився в комедії «Клерки 2», де грає поліцейського, який помічає напис «Porch Monkey 4 Life» на спині робочого піджака Рендела Грейвса; він також озвучив старшого дракона Террадора з серії ігор The Legend of Spyro. У 2008 році він виконав голос Бішопа для мультсеріалу "Росомаха та Люди Ікс". Пізніше він озвучив Ніка Ф'юрі в шоу «The Super Hero Squad Show». Він також озвучив Тайро в серіалі «Аватар: Останній захисник» на каналі Nickelodeon у 2004 році.
Річардсон часто грає персонажів, заснованих коміком Біллі Косбі, наприклад, у «Гріффінах» («Брайан у Голлівуді»); самого Косбі у «Бундоках»; і батька Намбух 5 містера Лінкольна, данину поваги Косбі у фільмі «Кодове ім'я: Діти по сусідству».
Його найчастіша роль у Гріффінах - Джером, колишній хлопець Лоїс. Він також озвучував Клівленда Брауна-молодшого, Лестера Крінклесака та багатьох інших у «Шоу Клівленда». Зараз він озвучує директора Брайана Льюїса в серіалі «Американський тато!» і є голосом доктора Гібберта, який замінив Гаррі Ширера в «Сімпсонах». У 2011 році він озвучував Пантро в серіалі «Громовержці», Марсіанського мисливця на людей у «Молодому правосудді» та Балкхеда, одного з автоботів у «Трансформерах: Прайм. Він зіграв Кіловога в «Зеленому ліхтарі»: Повстання мисливців на людей», відеогрі-сиквелі повнометражного фільму “Зелений ліхтар”, а згодом повторив цю роль у »Зеленому ліхтарі: Анімаційний серіал» та “Молода справедливість”.
Він був номінований на звання «Актор року» за версією Behind the Voice Actors у 2012 та 2013 роках.
У вересні 2013 року він озвучив містера Гаса в мультсеріалі «Дядечко Дідусь» на каналі Cartoon Network. У 2015 році озвучив нігерійського короля в епізоді Сімпсонів - «Принцеса-гід». Пізніше озвучив суддю Майклза в першому анімаційному фільмі Тайлера Перрі «Жорстоке кохання Мадеа». У 2021 році озвучив Джимбо у фільмі «Дитина боса»: Знову в справі (2018), сиквелі фільму 2017 року «Бебі бос».

## Особисте життя
Річардсон живе в Лос-Анджелесі зі своєю дружиною Монікою, з якою він одружився в 2006 р. Він є вітчимом її двох синів від попереднього шлюбу .